# Abd Allah bin Mut'ib Al Sa'ud
Abd Allāh bin Mutʿib Āl Saʿūd (in arabo عبد الله بن متعب بن عبد الله آل سعود‎?; Londra, 13 ottobre 1984) è un principe e cavaliere saudita, membro della famiglia reale Āl Saʿūd.

## Biografia
Il principe Abd Allah è nato a Londra il 13 ottobre 1984 ed è il terzo figlio del principe Mut'ib bin 'Abd Allah attualmente ministro della Guardia nazionale. Sua madre, Jawahir, è figlia di Abd Allah bin Abd al-Rahman. Abd Allah ha conseguito una laurea in legge presso l'Università Re Sa'ud.
Il principe è noto per l'aver partecipato a diverse gare di salto ostacoli. Ha partecipato alle Olimpiadi del 2008 a Pechino, dove la sua squadra si è classificata dodicesima, e a quelle del 2012 di Londra. In queste ultime, la squadra saudita di salto ostacoli, di cui il principe faceva parte, ha vinto una medaglia di bronzo. La squadra ha terminato il giro con un punteggio di 13 errori.